# コンスタンティノープル条約 (1712年)
コンスタンティノープル条約（コンスタンティノープルじょうやく、英語: Treaty of Constantinople）は、1712年4月16日にコンスタンティノープルで締結された、ロシア・ツァーリ国とオスマン帝国の間の条約で、1711年のプルト条約の内容を確認した。

## 内容
ロシア軍は1か月内にポーランド＝リトアニア共和国から撤退、ウクライナとポーランドから手を引くことを確約した。
条約の第1条ではスウェーデン軍がポーランド領に侵入した場合、ピョートル1世はポーランドの領土でスウェーデン軍と戦うことが許可され、第2条ではカール12世とその軍隊の自由行動を保証した。
ピョートル1世は右岸ウクライナとザポロージャのシーチに対する請求を取り下げ、ドニエプル川西岸ではキエフしか確保できなかった。ドニエプル川西岸に住むコサックとシーチ領はロシア支配から独立した（第3条）。
ロシアとオスマンの両国はアゾフとチェルカスキーの間に要塞を築かないことで合意した。
なお、条約に署名したロシア代表はピョートル・シャフィーロフだった。